# Ljubičasti vijenac
Ljubičasti vijenac (petreja, lat. Petrea), biljni rod vazdazelenih, drvenastih, grmastih penjačica iz porodice sporiševki (Verbenaceae). Pripada mu desetak vrsta iz tropske Amerike, od južnog Brazila na jugu do Meksika, Velikih Antila i Floride na sjeveru. Tipična je vrsta P. volubilis L., opisana još 1753. godine.

## Etimologija
Ime roda dana je u čast lorda Roberta Jamesa Petrea (1713.-1743.), engleskog hortikulturista.

## Značajke
Tipična vrsta Petrea volubilis, obično se naziva kraljičin vijenac ili ljubičasti vijenac. Porijeklom je iz Kariba i od Meksika do Paname. To je brzorastuća, vijugava, drvenasta loza ili zaobljeni grm koji u kasno proljeće do ranog ljeta stvara grmove poput glicinije, uspravne do viseće pazušne duge grozdove zvjezdastih ljubičastih cvjetova (15-30 cvjetova po grozdu). Upadljivi dijelovi svakog cvijeta su 5 uskih latica nalik čašci koji traju dugo nakon što opadnu tamniji ljubičasti vjenčići. Duguljasto-eliptični, tamnozeleni listovi (dugi 4-9 inča) hrapavi su odozgo, otuda ponekad i uobičajeni naziv “loza od brusnog papira”. U svom prirodnom staništu, ova biljka može brzo narasti do 25-40 inča, ali u uzgoju se češće vidi kao mnogo manja loza.

## Vrste
1. Petrea asperifolia (Miranda) Hammel
2. Petrea blanchetiana Schauer
3. Petrea bracteata Steud.
4. Petrea brevicalyx Ducke
5. Petrea campinae Rueda
6. Petrea insignis Schauer
7. Petrea macrostachya Benth.
8. Petrea maynensis Huber
9. Petrea pubescens Turcz.
10. Petrea rugosa Kunth
11. Petrea sulphurea Jans.-Jac.
12. Petrea volubilis L.